# Photis spasskii
Photis spasskii är en kräftdjursart som beskrevs av Gurjanova 1951. Photis spasskii ingår i släktet Photis och familjen Isaeidae. Inga underarter finns listade i Catalogue of Life.